# Csics Gyula
Csics Gyula (Budapest, 1944. november 7. – 2020. december. 3.) történelem-orosz szakos tanár, könyvtárigazgató.

## Életútja
1968-ban végzett az Eötvös Loránd Tudományegyetemen, történelem-orosz szakon, majd elhelyezkedett a Vörösmarty Gimnáziumban, ahol két tanévet töltött. Ezt követően a Tatabányai Bányák Vállalatnál lett műszaki könyvtáros, később dokumentációs és igazgatási osztályvezető, majd titkárságvezető. Néhány szemesztert járt a Budapesti Műszaki Egyetem Építőmérnöki Karára és a Veszprémi Vegyipari Egyetemre az 1970-es években. 1979-ben a Nemzetközi Számítástechnikai Oktatóközpontban rendszerszervezői, az ELTE-n pedig 1983-ban szakinformátori diplomát szerzett. 1994 és 2001 között a Vértesi Erőmű osztályvezetője és PR főmunkatársa volt.
2001-től tíz éven át volt igazgatója a tatabányai Városi Könyvtárnak. Nevéhez fűződik a könyvtár – benne a fiókhálózat – elektronikus adatbázisának létrejötte, a digitális írástudás szélesebb körben való terjesztése.
2006-ban, az 1956-os forradalom és szabadságharc 50. évfordulóján megjelent gyermekkori naplója, melyet a forradalom napjaiban írt, és a napló alapján készült film. Azóta is számtalan felkérést kap, rendszeresen jár író-olvasó találkozókra. Missziónak tekinti, hogy a fiataloknak meséljen 1956-ról, minél kevesebb politikai és minél több nemzeti tartalommal megtöltve előadásait.